# Manturowo
Manturowo (russisch Мантурово) ist seit 1958 eine Stadt in Russland mit 17.479 Einwohnern (Stand 14. Oktober 2010).

## Lage
Manturowo liegt im Gebiet Kostroma am Fluss Unscha, etwa 650 km nordöstlich von Moskau und 260 km von der Gebietshauptstadt Kostroma entfernt. Die nächstgelegene Stadt ist Scharja, 50 km östlich von Manturowo.
Die Stadt hat einen Bahnhof an einer Teilstrecke der Transsibirischen Eisenbahn.

## Geschichte
Erste Erwähnung des Dorfes mit dem Namen Manturowo findet sich in einer lokalen Urkunde aus dem Jahr 1617. Bereits damals diente der Ort als Flusshafen an der Unscha, weshalb viele seiner Einwohner Schiffbau und Handel betrieben hatten. Der Ursprung des Namens Manturowo stammt aus noch früheren Zeiten, als die Gegend von einem finno-ugrischen Volk besiedelt war.
Eine nennenswerte wirtschaftliche Entwicklung erlebte das Dorf erst ab den 1870er-Jahren, als dort regelmäßige landwirtschaftliche Jahr- und Wochenmärkte veranstaltet wurden, wobei als Transportweg wiederum der Fluss diente. Zu jener Zeit hatte Manturowo rund 160 Einwohner.
Die Entwicklung hin zur Stadt begann mit der Verlegung der Transsibirischen Eisenbahn Anfang des 20. Jahrhunderts. 1906 wurde die Teilstrecke Wologda–Wjatka in Betrieb genommen und an ihr auch eine Station nahe Manturowo errichtet. Dies begünstigte die Entstehung und Entwicklung der Holzindustrie. 1917 gab es im Dorf bereits vier Sägewerke sowie ein später bedeutendes Holzwerkstoffwerk.
Nach der Oktoberrevolution 1917 entwickelte sich Manturowo allmählich hin zu einer Arbeitersiedlung des nunmehr als Kombinat betriebenen Holzwerkstoffwerks. 1927 wurde der Status einer Siedlung städtischen Typs verliehen, ebenso 1935 an den fast unmittelbar südlich anschließenden Ort Jurowski, wo sich eines der Werke befand. Mit dem Erlass des Präsidiums des Obersten Sowjets der RSFSR vom 11. April 1958 erhielt Manturowo die Stadtrechte; zugleich wurde Jurowski eingemeindet.

### Bevölkerungsentwicklung
| Jahr | Einwohner | Bemerkung                             |
| ---- | --------- | ------------------------------------- |
| 1939 | 8.371     | davon Manturowo 5.882, Jurowski 2.489 |
| 1959 | 16.345    |                                       |
| 1970 | 21.510    |                                       |
| 1979 | 22.574    |                                       |
| 1989 | 22.452    |                                       |
| 2002 | 19.457    |                                       |
| 2010 | 17.479    |                                       |

Anmerkung: Volkszählungsdaten

## Wirtschaft
Manturowo gilt bis heute als Zentrum der Holzverarbeitung; das 1915 gegründete Manturowoer Holzwerkstoffkombinat (heute eine Aktiengesellschaft) exportiert seine Produktion auch ins Ausland. Daneben gibt es in der Stadt unter anderem Maschinenbau-, Chemie- und Nahrungsmittelindustrie.